# Phiale albovittata
Phiale albovittata är en spindelart som beskrevs av Schenkel 1953. Phiale albovittata ingår i släktet Phiale och familjen hoppspindlar. Inga underarter finns listade i Catalogue of Life.